# Companhia Itajaiense de Phósforos Foot-ball Club
O CIP Foot-ball Club foi um clube de futebol de Itajaí, cidade do litoral do estado brasileiro de Santa Catarina. Foi campeão do Campeonato Catarinense em 1938 e pertencia à Companhia Itajahiense de Phósforos. Na época, a palavra "fósforo" era escrita com "ph" no lugar do "f", ensejando a sigla "CIP". O clube foi desativado em 1944.

## Fundação
Conforme registram os estatutos, o CIP F.C. foi fundado em 27 de outubro de 1936, por iniciativa de Francisco Medeiros, Alfredo Medeiros e Eugenio Cypriano Abelino, tendo por finalidade a prática dos esportes em geral, em particular o futebol. O clube adotou as cores vermelha e preta, teve Antônio da Silva Ramos como primeiro presidente e passou a mandar seus jogos num campo próximo à fábrica, na Rua Blumenau.

## Títulos
O CIP é um dos três clubes de Itajaí que já conquistaram o Campeonato Catarinense. Os outros dois são o Marcílio Dias e o Lauro Müller.
- 1 Campeonato Catarinense - 1938
- 1 Campeonato do Vale do Itajaí - 1938

### Campeão catarinense de 1938
Em 1938, o CIP foi campeão do torneio regional promovido pela Associação Sportiva Vale do Itajaí (ASVI), competindo com clubes de Itajaí, Brusque e Blumenau. O título deu ao CIP o direito de disputar o Campeonato Catarinense de 1938, que seria realizado no ano seguinte. No Estadual, eliminou o Avaí, de Florianópolis, na semifinal. Venceu a primeira partida por 4-0, depois perdeu por 2-3 e, no jogo-desempate, ganhou por 3-2.
A decisão, disputada em 16 de abril de 1939 no Estádio Adolpho Konder, em Florianópolis, contra o Atlético, de São Francisco do Sul, foi vencida pelo CIP por 2-0, gols de Couceiro e Nanga. O time campeão entrou em campo com: Geninho; Lico e Humaitá (Villa); Fatéco, Alberto e Soto; Vitório, Couceiro, Pavan, Nanga e Armando.
A edição de 1938 do Campeonato Catarinense foi a única que o CIP disputou em sua história

## Hino do CIP
Companheiros sempre firme
Para o inimigo vencer
Nosso CIP valoroso
Muitas glórias há de ter
Venceremos com bravura
E com toda lealdade
Aos vencidos respeitemos
Dando Prova de amizade
Se vencidos, saberemos
A derrota festejar
Também é uma vitória
A derrota suportar
É dever do nosso team
Para todos ser gentil
Lutar sempre com heroísmo
Para glória do Brasil